# Type I (lớp tàu ngầm)
Tàu ngầm Type I là một lớp bao gồm hai tàu ngầm được Hải quân Đức Quốc Xã chế tạo trước Chiến tranh Thế giới thứ hai. Chúng đã hoạt động rất thành công trong cuộc xung đột, và đều bị đánh chìm sớm trong chiến tranh vào năm 1940.

## Thiết kế
Lớp tàu này là nỗ lực đầu tiên sau Thế Chiến I nhằm chế tạo một kiểu tàu ngầm đi biển của Hải quân Đức Quốc Xã. Thiết kế của chúng dựa trên chiếc Kiểu E-1 Tây Ban Nha, được thiết kế bởi Ingenieurskantoor voor Scheepsbouw Den Haag (I.v.S), cũng là công ty đồng thời thiết kế lớp S của Liên Xô và lớp Vetehinen của Phần Lan.
Chỉ có hai chiếc lớp IA được chế tạo; chúng không phải là một thiết kế thành công. Do chỉ có một bánh lái, chúng có bán kính quay vòng rộng và không thể cơ động nhanh nhẹn. Trọng tâm con tàu được đặt lệch về phía trước nên chân vịt có xu hướng bộc lộ trên mặt nước. Chúng có vấn đề duy trì độ ổn định khi lặn do bóng khí di chuyển tới lui trong thùng nhiên liệu. Tốc độ lặn rất chậm: ở tốc độ tối đa và thùng dằn âm 6 tấn, nó mất đến 40 giây để đạt đến độ sâu 10 mét. Vì vậy, Type I không được tiếp tục chế tạo, và lớp Type IX mới được thiết kế.

## Lịch sử hoạt động
Được đóng bởi hãng Deschimag, AG Weser tại Bremen, chiếc Type IA đầu tiên được hạ thủy vào ngày 14 tháng 2, 1936. Cả hai chiếc trong lớp U-25 và U-26 được sử dụng chủ yếu như một tàu huấn luyện và là phương tiện tuyên truyền của Đức Quốc Xã. Khi Chiến tranh Thế giới thứ hai bắt đầu tại Châu Âu, do thiếu hụt tàu ngầm, chúng được đưa vào hoạt động tác chiến, và cả hai có quá trình hoạt động tuy ngắn nhưng rất thành công.
U-25 thực hiện được năm chuyến tuần tra chiến tranh và đánh chìm tám tàu đối phương. Đang khi rải thủy lôi ngoài khơi Na Uy vào ngày 3 tháng 8, 1940, nó trúng mìn và đắm với tổn thất nhân mạng toàn bộ.
U-25 thực hiện được tám chuyến tuần tra chiến tranh, và đánh chìm được ba tàu buôn đối phương ngay trong chuyến đi rải mìn đầu tiên. Trong chuyến thứ hai, nó là tàu ngầm U-boat đầu tiên tiến vào Địa Trung Hải trong Thế Chiến II. Trong ba chuyến tuần tra tiếp theo nó đánh chìm được bốn tàu; và trong chuyến tuần tra cuối cùng nó đánh chìm ba tàu buôn và gây hư hại cho một chiếc khác. Vào ngày 1 tháng 7, chiếc U-boat bị hư hại nặng sau khi trúng mìn sâu từ tàu corvette HMS Gladiolus (K34), buộc phải trồi lên mặt nước, và tiếp tục trúng bom ném từ một thủy phi cơ Short Sunderland. Thủy thủ đoàn đã đánh chìm tàu và được các tàu Đồng Minh cứu vớt.

## Những chiếc trong lớp
| Tên  | Xưởng đóng tàu             | Đặt lườn         | Hạ thủy          | Nhập biên chế   | Số phận                                                              |
| ---- | -------------------------- | ---------------- | ---------------- | --------------- | -------------------------------------------------------------------- |
| U-25 | DeSchiMAG AG Weser, Bremen | 28 tháng 6, 1935 | 14 tháng 2, 1936 | 6 tháng 4, 1936 | Đắm do trúng mìn của Anh tại Bắc Hải vào khoảng ngày 2 tháng 8, 1940 |
| U-26 | DeSchiMAG AG Weser, Bremen | 1 tháng 8, 1935  | 14 tháng 3, 1936 | 6 tháng 5, 1936 | Đánh chìm ngày 1 tháng 7, 1940, về phía Tây Nam Ireland              |